# Тагант
Тагант (Такант; араб. تكانت, фр. Tagant) — область в  Мавританії.
- Адміністративний центр - місто Тіджикжа.
- Площа - 95 200 км² [1], населення - 80 962 особи (2013 рік) [1].

## Географія
На півночі і північному заході межує з областю Адрар, на сході з областю Ход-еш-Шаркі, на півдні з областями Ход-ель-Гарбі та Асаба, на заході з областю Бракна. Область розташована на плато Тагант.

## Історія
На початку XVIII століття утворився незалежний емірат Тагант. Він був єдиним з мавританських еміратів цього періоду, створеним не арабськими (Битва на озері) племенами, а берберським (марабутським) плем'ям ідуайш (ідау ісз), що походили від племінного об'єднання лемтуна. На заході межував з Еміратами Бракна і Трарза, на півночі - з Адрар. Основним заняттям населення було кочове скотарство; в оазах існувало землеробство та садівництво. У XIX столітті територія Тагант перебувала далеко від головних торгових шляхів й менш була схильна до впливу європейців. На рубежі XIX-XX століть почалося проникнення в цей район французів, чому намагався перешкодити емір Таганту Бакар ульд Суейд Ахмед (1836-1905 рр.), але не був підтриманий населенням країни. Після загибелі Бакара в 1905 році Тагант перейшов під протекторат Франції. Лояльна до панівної влади політика керівництва Таганту забезпечила збереження емірату і при колоніальному режимі і в складі незалежної Мавританії.

## Адміністративно-територіальний поділ

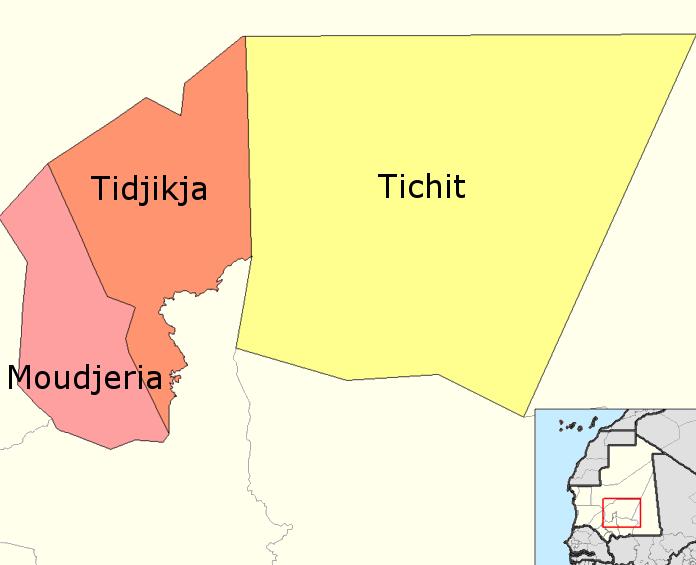
Департаменти області

Область ділиться на 3 департаменти:
- Муджерія (Moudjeria)
- Тішит (Tichit)
- Тіджикжа (Tidjikja)